# 김대호 (1988년)
김대호(1988년 5월 15일 ~ )는 대한민국의 축구 선수이며 포지션은 풀백이다.

## 선수 경력
김대호는 포항 스틸러스 산하 유소년 팀인 포항제철공업고등학교를 졸업하였으며, 2007 K리그 드래프트에서 포항 스틸러스에 우선지명된 뒤, 숭실대학교에 진학하였다. 학창 시절에는 주로 중앙수비수로 뛰었으나, 숭실대 시절 당시 숭실대 감독이던 윤성효 감독의 조언으로 포지션을 풀백으로 바꾸었다. 2010년 포항 스틸러스에 입단하였다.
2010시즌 5경기 출전에 그친 그는 2011년 후반기부터 황선홍 감독의 신임을 받기 시작하였고, 2011년 9월에는 24R 광주 FC와의 경기에서 5:1 승리에 기여하며 생애 처음으로 K리그 주간 베스트 11에 이름을 올렸다.
2012년 4월 3일 애들레이드 유나이티드와의 2012 ACL 경기에서 프로 데뷔골을, 2012년 6월 17일 FC 서울과의 리그 경기에서 K리그 데뷔골을 터뜨렸다. 10월 7일 전북 현대 모터스와의 경기에서는 멀티골을 넣는 활약을 펼치기도 했다. 실제로 2012시즌 김대호는 서울, 수원, 전북, 울산 등 강팀만을 상대로 5골을 기록하며 강팀 킬러로서 주목을 받았다. 2013년부터 박희철과 번갈아 가며 출장하며 주전 선수로 활약하였고, 2013 시즌 K리그 클래식과 FA컵 우승, 즉 더블을 달성하는 데 크게 공헌하기도 하였다.
2016년 5월 12일, 군 복무를 위해 안산 무궁화에 입단하였으나 같은 해 9월 십자인대가 파열되는 부상을 당하였고, 이로 인해 2017년 2월 7일 의병 전역하였다.
이후 포항에 복귀하였으나 부상으로 인해 한 경기도 뛰지 못하였고 시즌 종료후 계약이 종료되었다.
재활을 거쳐 2018년 여름 이적시장에 수원 FC와 계약 했다. 2018년 10월 13일 열린 대전 시티즌과의 경기에서 수원 FC 입단 후 첫 골을 터뜨렸다.
2019시즌 여름 이적시장에서 제주 유나이티드로 이적했다.

### 국가대표 경력
2014년 1월 2일 홍명보 감독과 함께 1월 브라질-미국 전지훈련 최종명단에 포함되었으며, 멕시코전에서 후반전에 김진수와 교체되어 데뷔전을 가졌다.

### 클럽 경기 출장 경력
2016년 12월 11일 기준
| 클럽          | 시즌 | 리그 | 리그 | FA컵 | FA컵 | 리그컵 | 리그컵 | 대륙 대회 | 대륙 대회 | 통산 | 통산 |
| 클럽          | 시즌 | 출장 | 득점 | 출장 | 득점 | 출장   | 득점   | 출장      | 득점      | 출장 | 득점 |
| ------------- | ---- | ---- | ---- | ---- | ---- | ------ | ------ | --------- | --------- | ---- | ---- |
| 포항 스틸러스 | 2010 | 5    | 0    | 2    | 0    | 0      | 0      | 0         | 0         | 6    | 0    |
| 포항 스틸러스 | 2011 | 12   | 0    | 2    | 0    | 1      | 0      | -         | -         | 15   | 0    |
| 포항 스틸러스 | 2012 | 16   | 5    | 4    | 0    | -      | -      | 3         | 1         | 23   | 6    |
| 포항 스틸러스 | 2013 | 25   | 0    | 3    | 0    | -      | -      | 4         | 0         | 32   | 0    |
| 포항 스틸러스 | 2014 | 24   | 0    | 2    | 0    | -      | -      | 6         | 0         | 32   | 0    |
| 포항 스틸러스 | 2015 | 18   | 1    | 1    | 1    | -      | -      | -         | -         | 19   | 2    |
| 포항 스틸러스 | 2016 | 3    | 0    | 0    | 0    | -      | -      | 3         | 0         | 6    | 0    |
| 안산 무궁화   | 2016 | 7    | 0    | -    | -    | -      | -      | -         | -         | 7    | 0    |
| 통산          | 통산 | 110  | 6    | 14   | 1    | 1      | 0      | 16        | 1         | 140  | 8    |

## 수상

### 클럽

#### 포항 스틸러스
- K리그
  - K리그 클래식 2013 우승
- FA컵
  - FA컵 2012 우승
  - FA컵 2013 우승

#### 안산 무궁화
- K리그 챌린지
  - K리그 챌린지 2016 우승